# S.A.G. Solarstrom

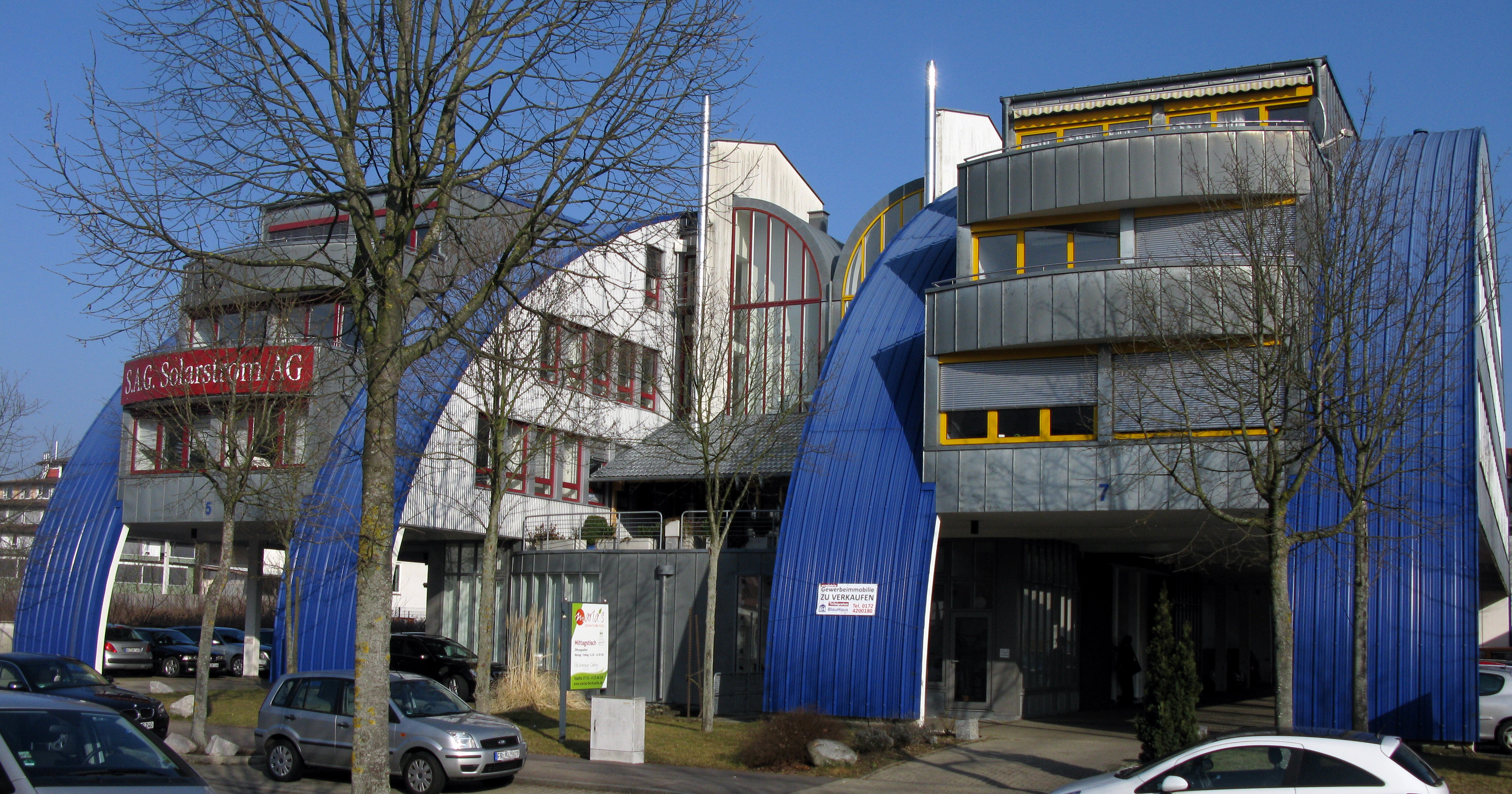
Hauptsitz in Freiburg

Die S.A.G. Solarstrom AG mit Sitz in Freiburg im Breisgau war ein deutsches Unternehmen der Solarenergie-Industrie. Das 1998 von Georg Salvamoser und Alfred Theodor Ritter gegründete Unternehmen finanzierte, baute und betrieb Solarkraftwerke und gehörte zu den größten herstellerunabhängigen Anbietern von Solarstromsystemen in Deutschland. Das Unternehmen war international tätig und bot auch Dienstleistungen für Photovoltaikanlagen an.

## Geschichte
Am 13. Dezember 2013 meldete das Unternehmen beim Amtsgericht Freiburg i. Br. Insolvenz an. Die verbliebenen Vermögenswerte wurden in die 2014 neu gegründete S.A.G. Solar GmbH & Co. KG eingebracht, die an die chinesische Shunfeng-Gruppe verkauft wurde.
Die Börsennotierung endete am 19. Mai 2015.
Der Kraftwerkspark des Unternehmens und seiner Tochtergesellschaften umfasste mehr als hundert eigene Anlagen. Zusammen mit dem Berliner Solarmodulhersteller Solon AG und der E.ON Bayern AG hatte das Unternehmen 2005/2006 die seinerzeit größte Photovoltaikanlage der Welt, den Solarkraftwerkpark Solarfeld Erlasee, projektiert und betrieb diesen.

## Geschäftszahlen
Im Geschäftsjahr 2012 erzielte das Unternehmen einen EBIT von 8,9 Mio. Euro (Vorjahr: 3,8 Mio. Euro) und einem Umsatz von 188,6 Mio. Euro (Vorjahr: 261,8 Mio. Euro). Der Konzerngewinn lag dabei bei 1,1 Mio. Euro nach Steuern (Vorjahr: −5,9 Mio. Euro). 73 % des Gesamtumsatzes erwirtschaftete das Geschäftsfeld Projektierung und Anlagenbau.

## Tochtergesellschaften der ehemaligen S.A.G. Solarstrom AG
- S.A.G. Solarstrom Vertriebsgesellschaft mbH, Freiburg i. Br., Deutschland (Vertrieb von Solarstrom-Komponenten, Technik- und Marketing-Dienstleistungen über Partner)
- S.A.G. Solarstrom Beteiligungsgesellschaft mbH, Freiburg i. Br., Deutschland
- meteocontrol GmbH, Augsburg, Deutschland (Dienstleistungen für den Betrieb und die Überwachung der Anlagen über das Internet, sowie Wetterdatenlieferungen und -dienstleistungen)
- meteocontrol North America Inc., Alameda, Californien, USA
- meteocontrol Italia s.r.l., Mailand, Italien
- meteocontrol France SAS, Saint Priest, Frankreich
- S.A.G. Technik GmbH, Freiburg i. Br., Deutschland
- S.A.G. Solarkraftwerke GmbH, Freiburg i. Br., Deutschland
- S.A.G. Solarstrom AG, Ettingen, Schweiz
- S.A.G. Solarstrom Handels- und Betriebsgesellschaft mbH, Satteins, Österreich
- TAU Ingenieria Solar S.L.U., Madrid, Spanien
- S.A.G. Solar Italia s.r.l., Mailand, Italien
- S.A.G. Solarstrom Czech s.r.o., Prag, Tschechische Republik
- S.A.G. Solaire France SAS, Saint Priest, Frankreich
- S.A.G. Solar UK Ltd., London, Großbritannien